# Shika (köping)
Shika (kinesiska: 石卡镇, 石卡) är en köping i Kina. Den ligger i den autonoma regionen Guangxi, i den södra delen av landet, omkring 130 kilometer öster om regionhuvudstaden Nanning. Antalet invånare är 55313. Befolkningen består av 27 596 kvinnor och 27 717 män. Barn under 15 år utgör 24,0 %, vuxna 15-64 år 64 %, och äldre över 65 år 11,0 %.
Genomsnittlig årsnederbörd är 2 256 millimeter. Den regnigaste månaden är juli, med i genomsnitt 350 mm nederbörd, och den torraste är februari, med 47 mm nederbörd.